# Aeonium stuessyi
Aeonium stuessyi és una espècie de planta suculenta del gènere Aeonium, de la família de les Crassulaceae.
Hi ha dubtes en si A. stuessyi és sinònim d'A. leucoblepharum. Veure Nota a l'apartat Taxonomia.

## Descripció
És un subarbust epifític perenne de poques branques, de fins a 2 m d'alçada.
Les branques són ascendents a decumbents, sovint en grups, d'1 a 2 cm de gruix, glabres, llises, escorça fisurada irregularment, amb característiques cicatrius de les fulles.
Les rosetes, de 10 a 20 cm de diàmetre, aplanades al centre, amb fulles les joves atapeïdes.
Les fulles són de 5 a 12 cm de llarg, de 2,5 a 3,5 cm d'ample, i de 3 a 5 mm de gruix, oblanceolades a obovades-espatulades, apicalment agudes o acuminades, bàsicament cuneades, puberulents, marge amb cilis rectes o corbats (0,4 a 1,0 mm), de color verd groguenc a verd fosc, generalment variegat vermellós al llarg del marge.
La inflorescència és de 8 a 18 cm d'ample i de 8 a 18 cm d'alt, peduncle de 3 a 15 cm, pedicels d'1 a 6 mm, poc puberulent.
Les flors són de 7 a 11parts; sèpals de 2 a 3 mm de llarg i d'1,5 a 2 mm d'ample, poc puberulents, verds, de vegades variegats amb vena mitjana vermella; pètals de 7 a 8 mm de llarg i d'1,5 a 2,5 mm d'ample, obovats o el·líptics, glabres, retusos, de color groc, amb línies vermelloses; filaments glabres; anteres grogues. Floreixen d'agost a abril.

## Distribució
Planta endèmica de l'est de l'Àfrica (Etiòpia, Kenya, Tanzània). Creix sobre els arbres, ocasionalment a les roques, a 2000 - 3000 m d'altitud.

## Taxonomia
Aeonium stuessyi H.Y.Liu va ser descrita per Ho Yih Liu i publicada a NMNS Taiwan Special Publ. 3: 77. 1989.
El nom genèric prové del llatí aeonium, probablement derivat del grec aionion, que significa "sempre viva". L'epítet específic stuessyi és atorgat en honor del botànic estatunidenc Tod Falor Stuessy.

Ni la descripció d’A. leucoblepharum ni la d’A. stuessyi mencionen una franja mitjana vermella a la superfície de la fulla. Per tant, no és clar si el nom A. leucoblepharum s'aplica a la planta de fulla verda o a la planta amb una franja mitjana vermella. S'han trobat plantes amb una franja mitjana vermella al Iemen i a Etiòpia, mentre que a Kenya i altres països de l'Àfrica Oriental es produeixen plantes de fulla verda. Si les plantes amb una franja mitjana vermella es consideren A. leucoblepharum, les plantes de fulla verda, recollides per primera vegada a Kenya, representen A. stuessyi. Tanmateix, si el tipus d’A. leucoblepharum és una planta de fulla verda, el nom d’A. stuessyi es converteix en un sinònim d’A. leucoblepharum i la planta amb la franja mitjana vermella és una espècie encara no descrita.